# 花園ひろみ
花園 ひろみ（はなぞの ひろみ、1940年9月1日 - ）は、日本の元女優。本名は花沢浩美。

## 来歴・人物
東京市（現在の東京都）出身。1957年に第4期東映ニューフェイスで東映へ入社した。同期には佐久間良子・水木襄・曽根晴美・室田日出男・山口洋子・山城新伍がいる。
1958年に大川橋蔵主演映画『花笠道中』でデビューし、市川右太衛門主演映画『大江戸七人衆』など1年で12本に出演し、1961年までに60余本に出演した。
1962年に大友柳太朗主演映画『右門捕物帖』を最後に引退し、1966年に山城と結婚した。娘に元女優の南夕花がいる。
1985年に山城の浮気により離婚したものの、後に和解して1991年に復縁したことが当時話題になった。しかし、反省しないで浮気を続けた山城に愛想がつきて1999年に再び離婚した。
2009年に山城が死去した際、娘とともに通夜・葬儀・お別れの会や四十九日にも参加していない（山城が事前に二人を呼ばないように言っていたことにもよるが、関係者はこれに背いて出席を呼びかけたものの、結局応じていない）。以後公の場での登場はなく、芸能活動も行っていない。

## 主な出演作品

### 映画
- 酒と女と槍（1960年、東映）
- 壮烈新選組 幕末の動乱（1960年、東映）
- 赤穂浪士（1961年、東映）
- 女たらしの帝王（1970年、東映）
- ポルノの帝王 失神トルコ風呂（1972年、東映）

### テレビドラマ
- 山田風太郎忍法シリーズ 江戸忍法帖（1966年、MBS）- お縫
- 船場（1967年、KTV）
- 素浪人 月影兵庫 第2シリーズ 第16話「嵐が母を呼んでいた」（1967年、NET）
- 俺は用心棒 第1シリーズ 第24話「拾った道」（1967年、NET）
- 銭形平次 （CX）
  - 第94話「幼馴染み」（1968年）
  - 第129話「ふくろう組異聞」（1968年）
- 待っていた用心棒 第8話「雪あかり」（1968年、NET）
- 帰って来た用心棒 第13話「風の泣く里」（1968年、NET）
- 大奥（1968年、KTV）
- 素浪人 花山大吉 第1話「世のなか上には上がいた」（1969年、NET）
- 俺は用心棒 第2シリーズ 第8話「宿場からは遠く」（1969年、NET）
- 緋剣流れ星お蘭（1969年 - 1970年、NET）
- 必殺剣劇人 第7話「じたばたするねえ! 」（1987年、ANB）
- 土曜ワイド劇場「熱海芸者連続殺人事件! 」（1992年、ANB）

### その他の番組
- とび出せ!歌謡ショー（1975年 - 1976年、東京12チャンネル）- 司会
- お昼の独占!女の60分（テレビ朝日）